# Casa Ylla
La Casa Ylla és un edifici situat al municipi de Viladamat, a la comarca de l'Alt Empordà, a Catalunya. Aquesta obra arquitectònica està inclosa en l'Inventari del Patrimoni Arquitectònic de Catalunya.

## Història
Aixecada pels volts de l'any 1925, al costat del que aleshores s'anomenava la plaça Nova i que actualment queda integrada a la plaça de l'Església.

## Descripció
Situada dins del nucli urbà de la població de Viladamat, al nord del nucli antic del poble i delimitat per la plaça de l'Església i els carrers de les Escoles i de les Hortes.
Edifici aïllat de planta quadrada, envoltat de jardí, format per tres cossos adossats, el central amb la coberta de quatre vessants i distribuït en planta baixa i dos pisos, i els laterals d'una sola planta superior i amb la coberta plana amb terrassa. El cos central està format per cinc crugies perpendiculars a la façana principal i tres més de paral·leles. Els dos cossos laterals presenten galeries al pis, bastides amb set arcs de mig punt emmarcats amb pedra i sostinguts per fines columnes amb capitells decorats. En general, les obertures de l'edifici són rectangulars i estan emmarcades en pedra, exceptuant tres portals de llinda plana i permòdols, situats a les façanes laterals i posteriors. La façana principal té, a la planta baixa, finestres simples i als pisos, balcons exempts amb les llosanes sostingudes amb mènsules. Davant del portal d'accés, el qual és d'arc rebaixat emmarcat en pedra, hi ha un cos de planta quadrada adossat.
A la planta baixa hi ha un porxo cobert amb volta d'aresta, sostinguda per tres arcs rebaixats sostinguts per quatre columnes de pedra, amb els basaments i els capitells decorats. El primer pis es converteix en una tribuna formada per tres arcs de mig punt per banda, amb columnes i capitells, i està delimitada per una barana d'obra. A la segona planta hi ha una terrassa descoberta. L'interior de la casa presenta un vestíbul d'accés amb l'escala al fons. Les estances estan cobertes per voltes rebaixades de maó amb tensors, i també voltes de llençol.
La construcció està arrebossada i pintada, amb les cantonades bastides en pedra.